# Hendrik Palier
Hendrik Palier ('s-Hertogenbosch, 10 juli 1785 – aldaar, 14 juni 1853) was een toonaangevend drukker-uitgever en bibliofiel, die mede door zijn grote letter- en geschiedkundige verzamelingen en inspanningen van grote historische waarde is geweest voor met name de letterkundige geschiedenis van Noord-Brabant. 

## Biografie

### Voorgeschiedenis en jeugd
De Paliers zijn van oorsprong Franse hugenoten die eind 17e eeuw na het Edict van Fontainebleau via Metz naar Nederland zijn gevlucht. Het vak boekdrukker en -handelaar is bij Palier met de paplepel ingegoten. De Paliers stonden al vanaf de 16e eeuw door heel Frankrijk bekend als een toonaangevende familie binnen de boekdrukkunst. Zijn uit Frankrijk gevluchte overgrootvader Charles Palier nam uiteindelijk de boekendrukkerij en -handel van zijn schoonvader over in 's-Hertogenbosch, waarna de zaak generatie op generatie is doorgegeven. Uiteindelijk kwam de leiding in handen van Paliers gelijknamige vader die eind 18e eeuw actief was als patriot en destijds diverse pamfletten en geschriften namens deze beweging produceerden. In 1796 stierf Hendrik Palier, waardoor de traditionele familieovername tijdelijk kwam stil te liggen vanwege de elfjarige leeftijd van Palier. Aangezien Palier klaargestoomd diende te worden voor de overname van het familiebedrijf, werd hem de kans tot het afronden van studies grotendeels onmogelijk gemaakt. In 1800 was Palier vermoedelijk pas een aantal maanden leerling aan de Latijnse school in Heusden, om vervolgens vanaf dat zelfde jaar werkzaam te zijn in de boekhandel- en drukkerij. Vanaf 1806 liet hij zich inschrijven als student in de letteren aan de Universiteit Utrecht. Echter heeft Palier deze studie nooit af weten te maken aangezien hij in 1812 alweer de leiding kreeg over het familiebedrijf. Dat de overname van de familiezaak genoodzaakt was en dat Palier de voorkeur had tot het afmaken van zijn studie bleek wel uit zijn manuscript Alphabetische lijst van gepromoveerde Noord-Brabanders, waarin hij opmerkelijk genoeg zijn eigen inschrijving als student vermeldde. Op deze manier sprak Palier zijn grote teleurstelling zelf nooit gepromoveerd te zijn uit.

### Drukker-uitgever en collectioneur

Eind 18e-eeuwse kaart van de Meierij van 's-Hertogenbosch door Hendrik Verhees en uitgegeven door H. Palier & Zoon.

Palier wist zich na de overname al snel te onderscheiden als drukker-uitgever door vele initiatieven op zich te nemen. Zo kreeg hij in 1814 van het provinciebestuur het alleenrecht om in een almanak allerlei Noord-Brabantse overheidsinstanties gedetailleerd te beschrijven en richtte vervolgens een jaar later de Almanak voor de Provincie Noord-Brabant op, een voor die tijd typografisch goed verzorgd jaarboekje dat boordevol stond met statistische informatie over de provincie. Daarnaast bracht de boekdrukker vanaf 1818 de  's Hertogenbosche Courant uit en gaf dat zelfde jaar onder andere de publicatie Bibliografische Zeldzaamheden uit. Een publicatie afkomstig van de hand van C.G. Hultman, eveneens bibliofiel en de eerste gouverneur van Noord-Brabant. Hultmans uitgebreide bibliotheek, waar ook Palier als vlijtig beoefenaar van de geschied-, letter, en oudheidkunde veel kennis heeft weten op te doen, werd later door hem grotendeels verkocht na de dood van Hultman in 1820.
Daarnaast stond ook Palier zelf bekend als een fanatiek bibliofiel en een van de grootste van zijn tijd. Mede door zijn interesse voor de provincie Noord-Brabant beschikte Palier naast een zeer grote verzameling aan boeken ook over vele manuscripten, prenten, munten en penningen. De collectie werd mede door zijn grote omvang en diversiteit geroemd en ook Palier zelf ontving veel lof vanwege het vele werk dat het gekost moet hebben om dit alles bij elkaar te brengen. Een aanzienlijk en belangrijk deel van zijn verzameling had betrekking op de geschiedenis en letterkunde van zijn geboorteprovincie. Het merendeel van zijn uitgaves en publicaties stonden in meerdere opzichten in verband met deze provincie, echter stond Palier zelf ook bekend als een persoon die beschikte over de nodige vaderlandsliefde. Dit bleek onder andere uit de door hem uitgebrachtte catalogus Atlas van de Vaderlandsche Geschiedenis uit 1851, welke uit meer dan 15.000 platen, portretten en kaarten bestond die betrekking hadden op de geschiedenis van de Nederlanden en waarvan het overgrote deel afkomstig was uit zijn eigen verzameling. Zo maakte hij onder andere ook lijsten van landelijke stads- en dorpsgezichten en portretten van leden van het huis van Oranje. 

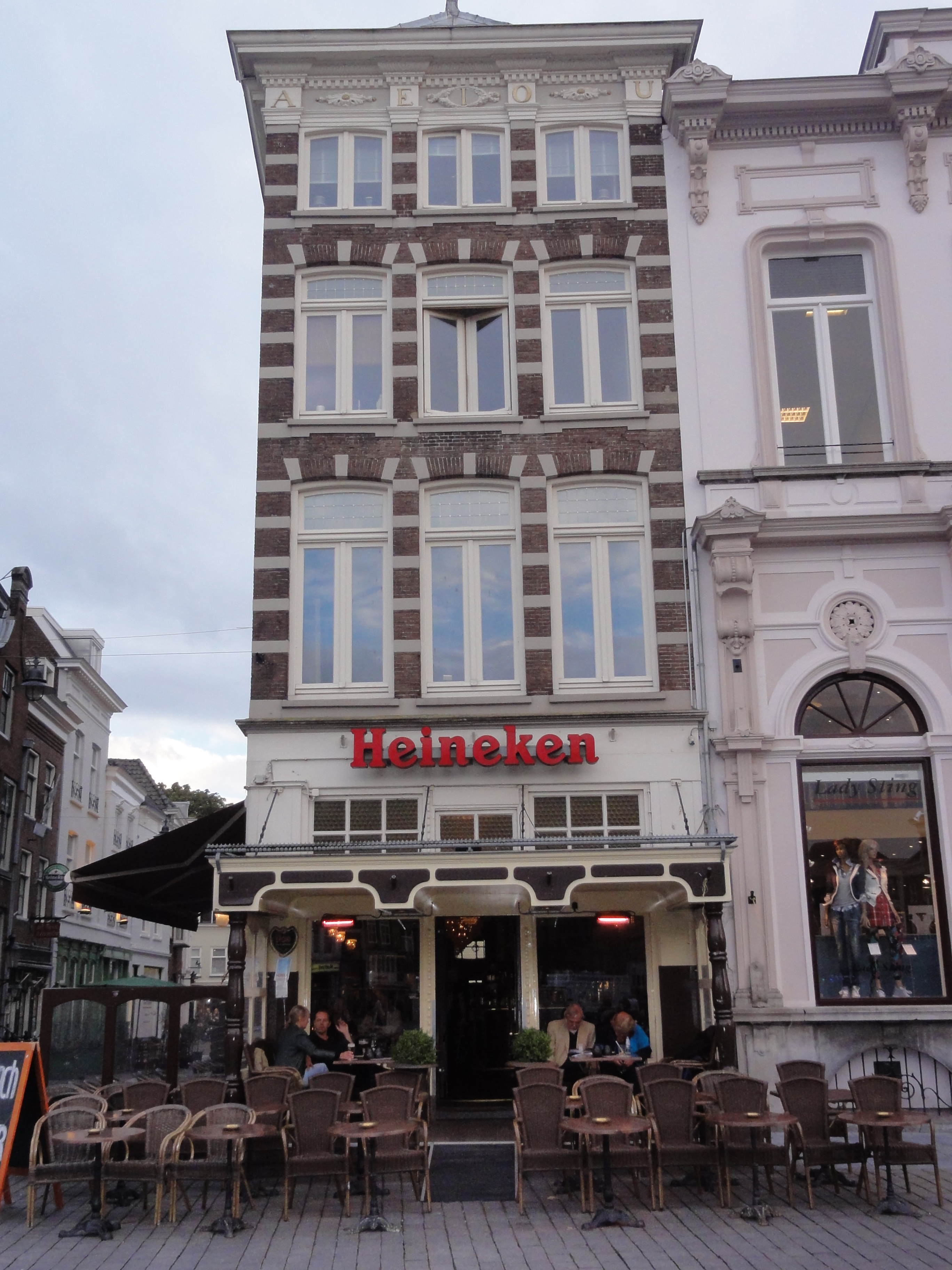
Het pand De Vijf Vocalen aan de Bossche markt en waar de firma H. Palier & Zoon zich jarenlang bevond.

### Netwerken en bijdragens
Palier bleek er ook meerdere invloedrijke relaties op na te houden die zich veelal niet beperkte tot enkel en alleen de letterkundige kringen, maar ook binnen de Hervormde gemeentes en de politiek. Zo wist hij allerlei gedichten en prozawerk van vrienden en van bekende dichters en schrijvers uit de eerste helft van de 19e eeuw te vergaren. Daarnaast kwam hij ongeveer jaarlijks op bezoek bij zijn vriend H.E. Verschoor. Zowel Verschoor als Palier hadden een grote culturele interesse, waardoor Palier zijn verzamelingen vaak ook kon uitbreiden, al dan niet door de vrienden- en kennissenkring van Verschoor. Soms drukte Hendrik Palier ook iets van zijn hand om aan een beperkt gezelschap rond te sturen met de uitnodiging hem ontbrekende informatie terug te zenden. Zo publiceerde hij drie boekjes over de vroedschaps- en stadhuispenningen van 's-Hertogenbosch. Daarnaast hielp Palier ook zijn vriend ds. J. Van Heusden bij het opzetten van de uiteindelijke Maatschappij van Welstand. Ook dr. C.R. Hermans bleek een bijzondere vriend van Palier en deelden eveneens samen de passie voor de letterkundige geschiedenis van Noord-Brabant. Hermans had dan ook binnen een jaar tijd de gehele collectie van Palier al doorgenomen en pleitte in zijn proefschrift van 1834 al voor een provinciaal genootschap met een bibliotheek, zoals in de overige provincies al het geval was, en wilde deze aanvullen met de uitgebreide collectie van Palier. Vermoed wordt dat de relatie tussen Hermans en Palier hierdoor een deuk opgelopen zou hebben. Zo zorgde Palier nog wel dat Hermans in contact kwam met de gouverneur A.J.L. baron Van den Bogaerde van Terbrugge om zijn ideeën te opperen, maar uiteindelijk werd niet Hermans maar de Heusdense ds. C.W. Pape, die vanaf 1818 al met de behoefte voor een provinciaal genootschap rondliep, benaderd om de statuten te ontwerpen. Palier werd samen met de gouverneur, de predikant, Hermans en nog drie andere gezien als de oprichters van het in 1837 opgerichte Provinciaal Genootschap van Kunsten en Wetenschappen in Noord-Brabant. Palier werd in de beginjaren van het genootschap uitgeroepen tot penningmeester en trad later opnieuw toe tot het genootschap als bestuurslid, maar heeft echter nooit zijn verzameling overgedragen aan het genootschap, wat aangeeft hoe gesteld hij op zijn verzameling was. Na zijn dood in 1853 werd de verzameling van Palier door het genootschap uiteindelijk alsnog opgekocht en waarvan het gros van de verzameling sinds 1986 een aanzienlijk aandeel vormt in de Brabant-Collectie te Tilburg en Het Noordbrabants Museum te 's-Hertogenbosch. 
- Biografisch Portaal: 89356179
- Digitale Bibliotheek voor de Nederlandse Letteren: pali001
- Gemeinsame Normdatei: 136313795
- International Standard Name Identifier: 0000 0000 5720 1728
- Nederlandse Thesaurus van Auteursnamen: 06995190X
- RKD-Nederlands Instituut voor Kunstgeschiedenis: 416074
- Virtual International Authority File: 80679866
- WorldCat: E39PBJtRJyVcGKmP6P3prgXw4q